# Sandstrandläufer
Der Sandstrandläufer (Calidris pusilla) ist eine weitverbreitete, monotypische Art aus der Familie der Schnepfenvögel, der in der südlichen Tundra Alaskas und Kanada brütet. Er ist gelegentlich ein Irrgast in Europa und wird in Großbritannien und Irland fast alljährlich gesichtet.

## Beschreibung
Der Sandstrandläufer ist mit einer Körperlänge von 16 Zentimetern einer der kleineren Strandläufer. Ausgewachsene Vögel haben dunkle Beine und einen kurzen, geraden dunklen Schnabel. Die Körperoberseite ist graubraun, die Körperunterseite dagegen weiß. Der Kopf und der Hals sind hell graubraun. Er ist sehr schwer von einer anderen Strandläufer-Art, nämlich dem Bergstrandläufer zu unterschieden.
Sandstrandläufer nisten am Boden. Das Männchen kratzt mehrere Bodenmulden. Das Weibchen ist diejenige, die eine dieser Bodenmulden als Nistplatz auswählt und diese mit Gras und anderem Material auspolstert. Das durchschnittliche Gelege beträgt vier Eier. Das Männchen beteiligt sich am Brutgeschäft. Nach ein paar Tagen verlässt das Weibchen das Männchen, das die Jungvögel führt.

## Verbreitung
Der Sandstrandläufer ist ein nearktischer Brutvogel nördlich der Waldgrenze im Westen und dem Zentrum von Alaska sowie im Norden Kanadas. Sie brüten gelegentlich auch im Nordosten Sibiriens.
Sandstrandläufer sind Langstreckenzieher. Sie überwintern überwiegend im Küstengebiet Südamerikas. Nur ein kleiner Teil der Population verbringt die Winterzeit im Süden der USA. Die Vögel ziehen in großen Schwärmen in die Überwinterungsgebiete. Die Trupps können gelegentlich bis zu 100.000 Vögel umfassen. Bekannte Sammelgebiete dieser Vogelart sind die Bay of Fundy und die Delaware Bay.
Die Vögel suchen sich ihr Futter im Schlamm der Küstengebiete. Sie fressen überwiegend Wasserinsekten und Krebstiere.

## Belege

### Einzelbelege
1. ↑  Hans-Günther Bauer, Einhard Bezzel und Wolfgang Fiedler (Hrsg.): Das Kompendium der Vögel Mitteleuropas: Alles über Biologie, Gefährdung und Schutz. Band 1: Nonpasseriformes – Nichtsperlingsvögel, Aula-Verlag Wiebelsheim, Wiesbaden 2005, ISBN 3-89104-647-2, S. 528.